# USS LST-170
O USS LST-170 foi um navio de guerra norte-americano da classe LST que operou durante a Segunda Guerra Mundial.